# Hogar 10
Hogar 10 era un canal de la Televisión Digital Terrestre española y sustituyó a Telehit empezando sus emisiones el 31 de julio de 2007 a las 20:30 h. con el primer programa de Hoy Cocinas Tú, presentado por Eva Arguiñano. Este canal pertenecía a La Sexta. El 14 de agosto de 2009, Hogar 10 fue reemplazado por Gol Televisión.
Emitía por TDT a través del múltiplex 69 (junto a Antena 3, Antena.Neox (actualmente Neox) y Antena.Nova (actualmente Nova).

## Programación
La programación estaba compuesta por programas de bricolaje, cocina, telenovelas, programas de salud, concursos, espacios de humor, reposiciones de La Sexta, etc. La cadena apostó también por las telenovelas como Esmeralda y Así son ellas, producciones del socio de La Sexta, Televisa. La primera de ellas narra una historia que gira en torno al amor, con historias paralelas, odios, celos, lealtades y traiciones, Así son Ellas cuenta una conmovedora historia de seis mujeres maduras que se reencuentran.
El canal incluyó una programación diversa y con el objetivo de llegar a todos los públicos. A través de programas como Sabor de Hogar, abordan los temas de cada día relacionados con el ocio, la gastronomía, decoración, salud, familia, o Internet. Una de las apuestas fuertes de Hogar 10, era su programa de gastronomía, dirigido por Eva Arguiñano, y donde cocina menús diferentes a través de Hoy cocinas tú. El programa No sabe, no contesta, presentado por Miki Nadal, también tuvo mucha acogida entre el público.
Esta cadena además acogió el partido de la Liga BBVA: Recreativo de Huelva-Sevilla, siendo el primer partido de fútbol español que se emitió únicamente en TDT. La cadena acogió este partido por la llamada guerra del fútbol.